# Luis Abinader

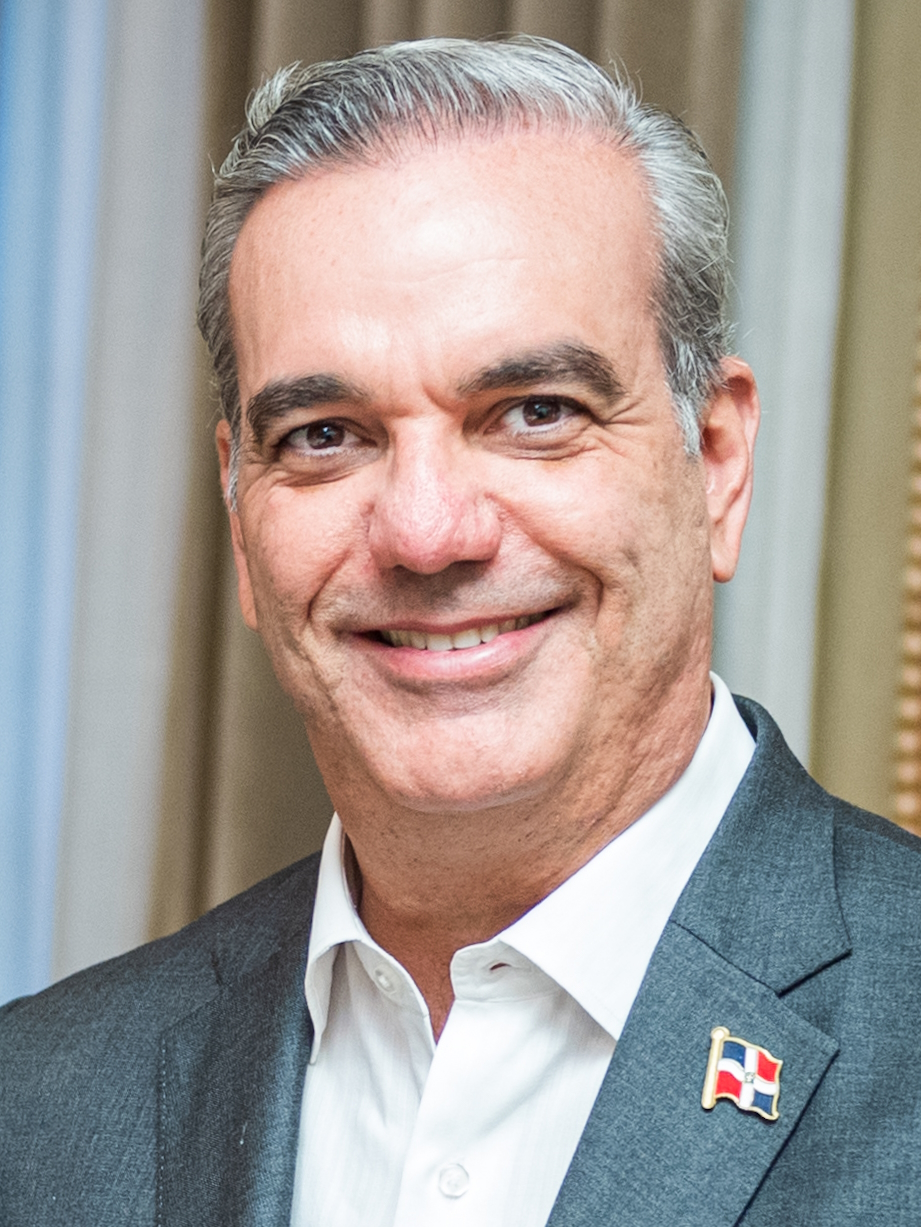
Luis Abinader (2024)

Luis Rodolfo Abinader Corona (* 12. Juli 1967 in Santo Domingo, Dominikanische Republik) ist ein dominikanischer Betriebswirt, Unternehmer und Politiker des sozialdemokratischen Partido Revolucionario Moderno (PRM) seit Mitte 2014, davor Partido Revolucionario Dominicano (PRD). Seit 16. August 2020 ist er Präsident der Dominikanischen Republik.

## Biographie
Luis Abinader ist der Sohn des libanesischstämmigen Unternehmers und Politikers José Rafael Abinader Wasaf und der Rosa Sula Corona Caba. Er ist verheiratet mit der libanesischstämmigen Raquel Arbaje Soni (Tochter des Unternehmers Elías Arbaje Farah und der Margarita Soni, beide Abkömmlinge libanesischer Einwanderer), mit der er drei Kinder hat: Esther Patricia, Graciela Lucía und Adriana Margarita Abinader Arbaje.
Er bestand die Reifeprüfung am Colegio Loyola (jetzt Instituto Politécnico Loyola) und schloss das Studium der Wirtschaftswissenschaften mit einem Lizentiat des Instituto Tecnológico de Santo Domingo (INTEC) ab. Er unternahm postgraduale Studien in Projektmanagement am Institut Arthur D. Little in Cambridge (Massachusetts) sowie Betriebswirtschaft an der dortigen Harvard University und Betriebsführung am Dartmouth College in Hanover (New Hampshire).
Abinader ist Präsident der familieneigenen Gruppe Abicor, die bedeutende touristische Projekte durchführt. Aus der Gruppe entstand auch das Unternehmen Cementos Santo Domingo, bei dem er Vizepräsident ist. Er war Präsident der Vereinigung der Hotels in Sosúa und Cabarete und ist Vorstandsmitglied der nationalen Vereinigung der Hotels und Restaurants (ASONAHORES) sowie der Stiftung der Universität O&M (Organization & Method) in Santo Domingo.

## Präsidentschaftswahl 2012

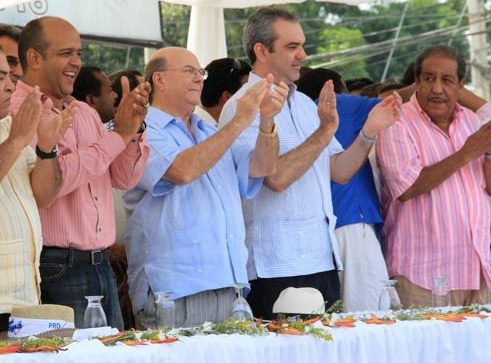
Abinader (Zweiter von rechts) zusammen mit Hipólito Mejía, Tavito Suberví und Fello Suberví (2013)

Bei der Präsidentschaftswahl 2012 war Abinader Running Mate (Mitkandidat als Vizepräsident) des Präsidentschaftskandidaten des Partido Revolucionario Dominicano (PRD), Hipólito Mejía. Die Wahl gewann jedoch mit 51,21 % bereits im ersten Wahlgang der Partido de la Liberación Dominicana (PLD) mit Danilo Medina, während der PRD 46,95 % Stimmenanteil erreichte.

## Präsidentschaftswahl 2016
Bei der Präsidentschaftswahl 2016, die erstmals seit 1994 wieder gemeinsam mit den Parlamentswahlen stattfand, war Abinader als offizieller Kandidat des Partido Revolucionario Moderno (PRM) und seiner Wahlallianz nominiert, nachdem er die parteiinterne Wahl gegen den früheren Präsidenten Hipólito Mejía gewonnen hatte. Während der Kampagne besuchte Abinader auch die wichtige dominikanische Kolonie in New York, die die größte dominikanische Gemeinschaft im Wahlkreis Nr. 1 der Exildominikaner bildet, die seit 2012 wahlberechtigt sind und über sieben Abgeordnete verfügen.
Der PLD mit dem amtierenden Präsidenten Danilo Medina gewann die Wahl deutlich mit 61,76 zu 34,99 %. Abinader warf dem PLD darauf vor, seine Macht als Regierungspartei missbraucht zu haben. Er wurde in der Folge für seine mangelnde Selbstkritik kritisiert.
Der PRM hatte sich 2014 vom Partido Revolucionario Dominicano (PRD) nach einem zwei Jahre dauernden Streit um die Parteiführung zwischen dem Parteipräsidenten Miguel Vargas Maldonado und Hipólito Mejía abgespalten. Zu diesem Zweck wurde die der Familie Abinader nahestehende Wahlplattform Alianza Social Dominicana (vor 1994 Alianza Social Demócrata) in Partido Revolucionario Moderno (PRM) umbenannt. In der Präsidentschaftswahl 2016 trat darauf der PRD in die Wahlallianz des früheren Gegners Partido de la Liberación Dominicana (PLD) des amtierenden Präsidenten Danilo Medina ein und steuerte 5,85 % zu ihrem Sieg bei. Dem eigenen Vorsitzenden Miguel Vargas wurde keine Chance zugetraut, gewählt zu werden. Der PRM sieht sich in der Tradition des legendären charismatischen, 1998 verstorbenen José Francisco Peña Gómez.

## Präsidentschaftswahl 2020
Bei der Präsidentschaftswahl 2020, die aufgrund der COVID-19-Pandemie vom 17. Mai auf den 5. Juli 2020 verlegt wurde, trat Abinader erneut als Kandidat des Partido Revolucionario Moderno an. Abinader hatte die am 6. Oktober 2019 erstmals als Volkswahl durchgeführte Nominationsvorwahl wie schon vier Jahre zuvor überlegen gegen den früheren Präsidenten Hipólito Mejía gewonnen. Auch diesmal besuchte Abinader die wahlberechtigten Exildominikaner in New York.
Drei der vier Parteien, die den PRM bereits 2016 im Präsidentschaftswahlkampf unterstützt hatten, erklärten Abinader auch diesmal zu ihrem Kandidaten: der Partido Humanista Dominicano (PHD) von Eléxido Paula Liranzo, der Frente Amplio (FA) von Fidel Santana und der Partido Dominicanos por el Cambio (DxC) von Eduardo Estrella Virella, ebenso traten der Partido Revolucionario Social Demócrata (PRSD), die Alianza por la Democracia (APD) und País Posible (PP) der Wahlallianz unter dem Motto El cambio que viene: un país para su gente („Der Wandel, der kommt: ein Land für sein Volk“) bei. Als seine Running Mate wählte Abinader die Betriebswirtin Raquel Peña de Antuña.
Als seine Hauptkonkurrenten galten Gonzalo Castillo vom regierenden Partido de la Liberación Dominicana (PLD) und der ehemalige Präsident Leonel Fernández mit seiner vom PLD abgespaltenen Fuerza del Pueblo. Abinader gewann mit 52,5 % Stimmenanteil bereits im ersten Wahlgang und setzte sich gegen Gonzalo Castillo vom PLD durch, der 37,5 %  Stimmenanteil erreichte. Fernández landete weit abgeschlagen mit 8,9 % Stimmenanteil auf dem dritten Platz.
Am 16. August 2020 wurde Abinader als 54. Präsident der Dominikanischen Republik vereidigt. Mit ihm wurde erstmals ein Unternehmer Präsident, der nie zuvor ein öffentliches Amt bekleidet hatte. Gleichzeitig ging damit die 16-jährige, abgesehen von der Unterbrechung 2000–2004 sogar seit 1996 bestehende Hegemonie des regierenden PLD abrupt zu Ende, der außer der Präsidentschaft auch fast die Hälfte seiner Mandate im Kongress verlor.

## Präsidentschaftswahl 2024
Im Mai 2024 gewann Abinader mit 57,4 % der Stimmen erneut die Präsidentschaftswahl.